# Marketing de mídia social
O marketing de mídia social é o uso de plataformas de mídia social e sites para promover um produto ou serviço. Embora os termos e-marketing e marketing digital ainda sejam dominantes na academia, o marketing de mídia social está se tornando mais popular tanto para profissionais quanto para pesquisadores. A maioria das plataformas de mídia social possui ferramentas de análise de dados integradas, permitindo que as empresas acompanhem o progresso, o sucesso e o engajamento das campanhas publicitárias. As empresas abordam uma variedade de partes interessadas por meio do marketing de mídia social, incluindo clientes atuais e potenciais, funcionários atuais e potenciais, jornalistas, blogueiros e o público em geral. Em um nível estratégico, o marketing de mídia social inclui o gerenciamento de uma campanha de marketing, governança, definição do escopo (por exemplo, uso mais ativo ou passivo) e o estabelecimento da "cultura" e "tom" de mídia social desejada por uma empresa.
Ao usar o marketing de mídia social, as empresas podem permitir que clientes e usuários da Internet publiquem conteúdo gerado pelo usuário (por exemplo, comentários on-line, análises de produtos etc.), também conhecido como "mídia conquistada", em vez de usar uma cópia de publicidade preparada pelo profissional de marketing. 

## Campanhas

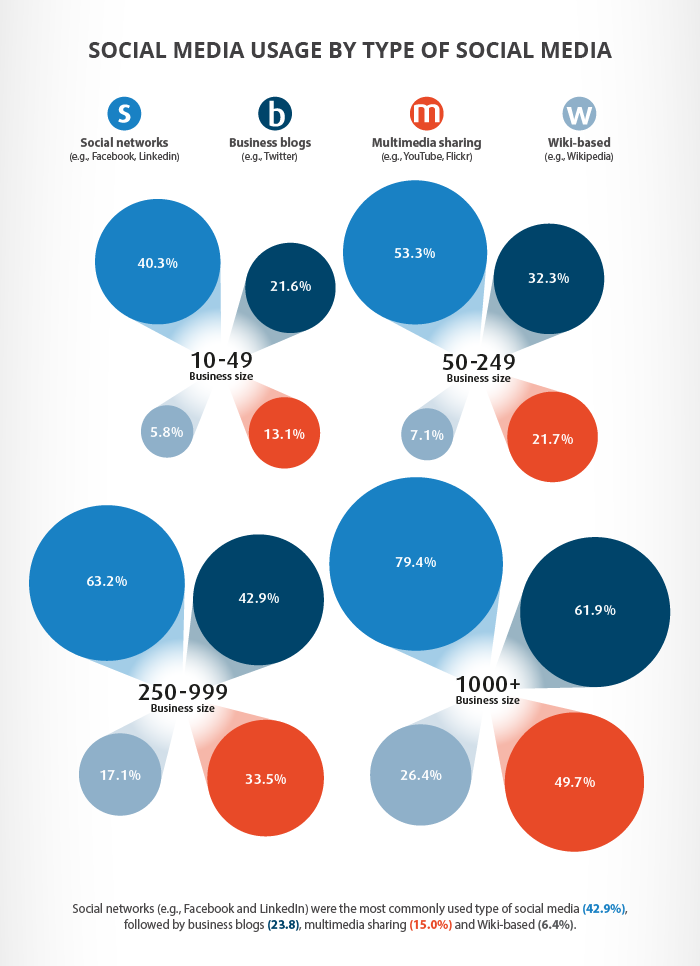
Uso comercial de mídias sociais no Reino Unido

### Negócio local
As pequenas empresas também usam sites de redes sociais como uma técnica promocional. As empresas podem seguir os usos individuais de sites de redes sociais na área local e anunciar promoções e promoções. Estes podem ser exclusivos e na forma de "ganhe uma bebida grátis com uma cópia deste tweet". Esse tipo de mensagem incentiva outros locais a seguirem a empresa nos sites para obter a promoção. No processo, o negócio está sendo visto e se promovendo (visibilidade da marca).
As pequenas empresas também usam sites de redes sociais para desenvolver suas próprias pesquisas de mercado sobre novos produtos e serviços. Ao encorajar seus clientes a dar feedback sobre novas ideias de produtos, as empresas podem obter informações valiosas sobre se um produto pode ser aceito por seu mercado-alvo o suficiente para merecer a produção total ou não. Além disso, os clientes sentirão que a empresa os envolveu no processo de cocriação - o processo no qual a empresa usa o feedback do cliente para criar ou modificar um produto ou serviço para atender a uma necessidade do mercado-alvo. Esse feedback pode se apresentar de várias formas, como pesquisas, concursos, enquetes, etc.
Sites de redes sociais, como o LinkedIn, também oferecem uma oportunidade para as pequenas empresas encontrarem candidatos para preencher cargos na equipe.
É claro que sites de avaliação, como o Yelp, também ajudam as pequenas empresas a construir sua reputação além da visibilidade da marca. Avaliações positivas de clientes ajudam a influenciar novos clientes em potencial a comprar bens e serviços mais do que a publicidade da empresa.

### Nike #MakeItCount
No início de 2012, a Nike lançou sua campanha de mídia social Make It Count. O pontapé inicial da campanha começou com os YouTubers Casey Neistat e Max Joseph lançando um vídeo no YouTube, onde viajaram 34 mil milhas para visitar 16 cidades em 13 países. Eles promoveram a hashtag #makeitcount, que milhões de consumidores compartilharam via Twitter e Instagram, fazendo upload de fotos e enviando tweets. O vídeo #MakeItCount no YouTube se tornou viral e a Nike teve um aumento de 18% no lucro em 2012, ano em que este produto foi lançado. 

## Benefícios do marketing nas redes sociais
Possíveis benefícios do marketing de mídia social incluem:
- Permite que as empresas se promovam para públicos amplos e diversificados que não poderiam ser alcançados por meio do marketing tradicional, como publicidade por telefone e e-mail.[6]
- O marketing na maioria das plataformas de mídia social tem pouco ou nenhum custo, tornando-o acessível a praticamente qualquer tamanho de empresa.[6]
- Acomoda marketing personalizado e direto que visa mercados e demografia específicos.[6]
- As empresas podem interagir diretamente com os clientes, permitindo que eles obtenham feedback e resolvam problemas quase que imediatamente.[6]
- Ambiente ideal para uma empresa realizar pesquisas de mercado.[7]
- Pode ser usado como meio de obter informações sobre os concorrentes e aumentar a vantagem competitiva.[7]
- As plataformas sociais podem ser usadas para promover eventos, negócios e notícias da marca.[7]
- As plataformas sociais também podem ser usadas para oferecer incentivos na forma de pontos de fidelidade e descontos.[7]